# Tentamon (XX. dinasztia)
Tentamon (t3-n.t-ỉmn, „Ámonhoz tartozó”) ókori egyiptomi királyné; nagy valószínűséggel XI. Ramszesz egyiptomi fáraónak, a XX. dinasztia utolsó uralkodójának felesége volt. Lánya, Duathathor-Henuttaui halotti papiruszán említik; ő I. Pinedzsem felesége és valószínűleg XI. Ramszesz leánya volt. A papirusz kártusba zárja Tentamon nevét (ami bizonyítja, hogy királyi családtag), és apjaként egy Nebszeni nevű embert nevez meg, akit feltehetőleg a thébai TT320-as sírba temettek.